# Тромсьо
Тро̀мсьо (на норвежки: Tromsø (ˈtrʊmsø, Трумсьо произношение); на северносаамски: Romsa) е град и едноименна община в Северна Норвегия. Разположен е около бреговете на пролива Грьотсун и на остров Трьомсьой във фюлке Тромс. Първите сведения за града датират от 1252 г. Получава статут на град през 1794 г. Получава статут на община на 1 януари 1838 г. Има летище и риболовно пристанище. Корабостроене и туризъм. Отправен пункт и база за поддръжка на полярни експедиции. Тромсьо е най-големият град в северната част на Норвегия с население от 74 541 жители според статистически данни към 1 януари 2017 г.
Най-важният работодател е университетската клиника на Северна Норвегия, която осигурява около 4500 работни места. В града се намират Норвежкото висше училище по риболов, центърът за изследване на околната среда „Polarmiljøsenteret“, управлението на едноименната провинция и пивоварната „Мак“ („Mack“).
Тромсьо е един от най-северните градове в света, като към 2012 г. няма по-северно населено място, чието население да надвишава 15 000 души. Университетът в Тромсьо е най-северният университет в света. В Тромсьо се намират и най-северните катедрала и джамия в света.
Университетът в Тромсьо е един от четирите държавни университета в Норвегия.
В Тромсьо се намира норвежкият Полярен музей, документиращ историята на норвежките полярни експедиции. В града има два паметника на Руал Амундсен.

## География
Тромсьо се намира на 344 km северно от полярната окръжност по права линия. Географската ширина е същата като на северна Аляска.
Площта на града е 2516 km² (по други данни 1434 km² на континента и 1124 km² на острови), което го прави вторият по площ град в Европа (след Рованиеми във Финландия). Университетът, летището и центърът се намират на остров Трьомсьой.
Тромсьо е един от двата града (заедно с Мурманск), от които има връзка по море с Шпицберген от юни до ноември. От 1974 г. има въздушен път между Тромсьо и Свалбард.

## Климат
Климатът в Тромсьо е умерен океански.
Посредством продължението на Гълфстрийм температурите на водата са много високи предвид северното положение. От 20 май до 23 юли слънцето не залязва, а през следващите 4 месеца денят постепенно намалява; от 25 ноември до 17 януари слънцето не изгрява, а през следващите около 4 месеца съответно нощта постепенно намалява. Поради заобикалящите града планини слънцето се вижда за първи път в началото на февруари. Слънцето грее средно по 1250 часа на година. Средногодишните валежи са от 1031 mm, до април има около един метър сняг. На 29 април 1997 г. е постигнат рекорд от 2,4 m снежна покривка.

## Спорт
Градът кандидатства за домакинство на Зимните олимпийски игри 2018 през 2007 г., но не успява да спечели.

### Футбол
Представителният футболен отбор на града носи името Тромсьо ИЛ. Играл е в най-горните две нива на норвежкия футбол. Вторият футболен отбор от града е Тромсдален Фотбал. Състезава се във второто ниво на норвежкия футбол Адеколиген.

### Ски
Първото ски състезание, макар и неофициално, е проведено в Тромсьо през 1943 г.

### Шахмат
От 2006 до 2010 г. в града се провежда състезание за Арктическата купа по шахмат.
В Тромсьо се играе 41-вата Шахматна олимпиада през 2014 г.

## История
Районът на Тромсьо е населен от 8000 г. пр. Хр. Културата на саамите съществува поне от I век. В средата на XIX век Тромсьо се превръща в отправна точка за трапери в арктическия регион. В началото на XX век се превръща в отправна точка за експедиции към Арктика и Антарктика, които му дават прякора „Порта към Арктика“.
По време на Втората световна война, на 12 ноември 1944 g., край Тромсьо е потопен германският кораб „Тирпиц“.

## Личности
В града са родени мнозина от участниците в експедициите на Фритьоф Нансен и Руал Амундсен.
Родени в Тромсьо
- Уле Мартин Ощ (р. 1974), норвежки футболист

Починали в Тромсьо
- Даниъл Карлтън Гайдъшек (1923 – 2008), американски лекар

## Побратимени градове
Тромсьо има осем побратимена града:
- Кеми, Финландия, от 1940 г.
- Люлео, Швеция, от 1950 г.
- Анкоридж, Аляска, САЩ, от 1969 г.
- Загреб, Хърватия от 1971 г.
- Мурманск, Русия, от 1972 г.
- Кецалтенанго, Гватемала, от 1999 г.
- Газа, Палестина, от 2001 г.
- Архангелск, Русия, от 2011 г.